# La Casa de España en México

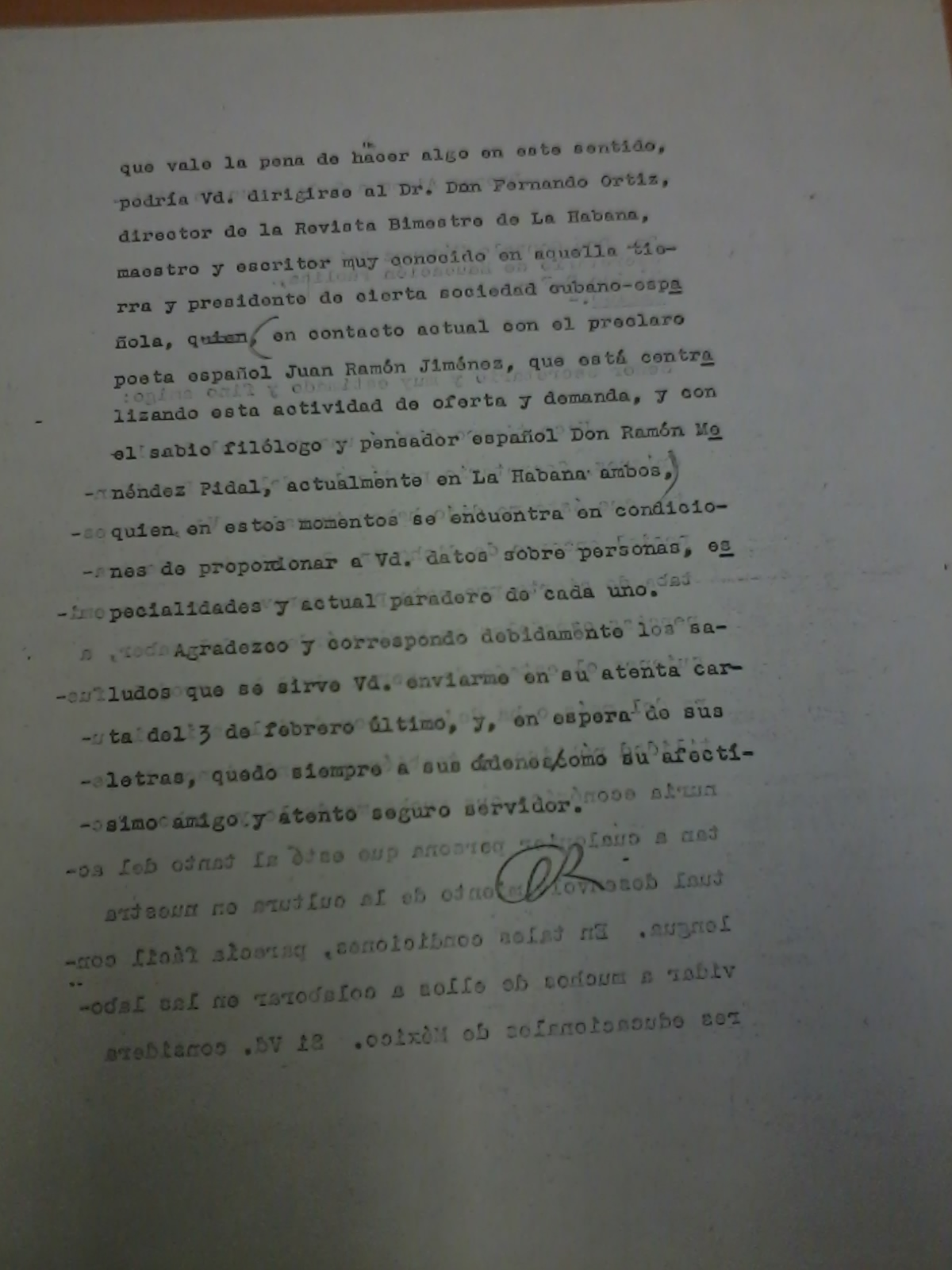
Solicitud de Alfonso Reyes Ochoa a la oficina del secretario particular del presidente Lázaro Cárdenas del Río para que se inicie la ayuda a los ciudadanos españoles (Archivo Histórico de El Colegio de México).

La Casa de España en México (20 de agosto de 1938) fue una institución cultural fundada por el entonces presidente de México, Lázaro Cárdenas, por gestiones de Daniel Cosío Villegas, con el fin de dar refugio a intelectuales españoles en el contexto del exilio republicano español. Después de dos años de actividades, la Casa de España se transformó en El Colegio de México.

## Antecedentes
Daniel Cosío Villegas desempeñaba en 1936 actividades diplomáticas en Portugal y conocía la complicada situación en el país vecino, ante la inminente derrota de la Segunda República Española por el franquismo, recuerda que se le "ocurrió escribirle a Luis Montes de Oca [director del Banco de México] pintándole esta situación y sugiriéndole que hablara con el presidente Cárdenas para proponerle que el gobierno de México invitara a un grupo limitado de esos intelectuales a trasladarse a México" la idea era que estos pudieran "proseguir en [México] sus actividades normales mientras la república se sobreponía a los sublevados franquistas"; Montes de Oca hizo la gestión y pronto le comunicó a Cosío Villegas que estaba autorizado por el presidente Cárdenas para trasladarse a Valencia "y hacer las negociaciones necesarias con las autoridades republicanas, que ya habían abandonado Madrid".
Después de diversas gestiones de Cosío Villegas desde Francia, el 20 de agosto de 1938 se publicó en el Boletín del Departamento Autónomo de Prensa y Publicidad del gobierno la noticia sobre la creación de La Casa de España, que decía: "El señor presidente de la República dispuso que se invitara, previo el conocimiento y la conformidad del Gobierno de la República Española, a un grupo de profesores e intelectuales españoles para que vinieran a México a proseguir los trabajos docentes y de investigación que han debido interrumpir por la guerra".: 43 
La Casa de España contó con un patronato integrado por Eduardo Villaseñor, subsecretario de Hacienda; Gustavo Baz, Rector de la Universidad Nacional; Enrique Arreguín, Presidente del Consejo Nacional de Enseñanza Superior y de la Investigación Científica,: 44–45  además de Alfonso Reyes y Daniel Cosío Villegas, quienes fungieron como presidente y secretario de la institución, respectivamente. Cosío Villegas recuerda en sus Memorias que Alfonso Reyes le “propuso la fórmula ideal del gobierno dual de La Casa: él se encargaría de decir sí, y yo de decir que no”.

## Actividades
Los miembros de La Casa se reunían en oficinas del Fondo de Cultura Económica, que dirigía el propio Daniel Cosío Villegas.  Para que los miembros de La Casa desarrollaran sus actividades se establecieron normas que en particular se referían a cumplir “labores docentes, tanto a través de conferencias públicas como de cursos académicos normales (monográficos, generales, de seminario) en la Ciudad de México o fuera de ella; y publicaciones o exposiciones artísticas”.: 126 .   
El primero en llegar a México fue José Gaos, rector de la Universidad de Madrid hasta finales de 1936, después Enrique Diez-Canedo, especialista en literatura hispanoamericana, posteriormente Juan de la Encina, director del Museo de Arte Moderno, el psiquiatra Gonzalo Rodríguez Lafora, el folklorista Jesús Bal y Gay, el oncólogo Isaac Costero y el bibliógrafo y latinista Agustín Millares Carlo, poco después llegaron el musicólogo Adolfo Salazar y la  filósofa María Zambrano. Se integraron, además, el poeta León Felipe, José Moreno Villa, crítico e historiador de arte y el jurista Luis Recaséns Siches, que ya se encontraban en México por diversos motivos,

## Obras publicadas por La Casa de España
- Caso, A. (1939). Meyerson y la física moderna. México: La Casa de España en México.
- Díez-Canedo, E. (1939). El teatro y sus enemigos. México: La Casa de España en México.
- Domenchina, J. (1940). Poesías escogidas : 1915-1939. México: La Casa de España en México.
- Encina, J. (1939). El mundo histórico y poético de Goya. México: La Casa de España en México.
- Estrada, G. (1940). Bibliografía de Goya. México: La Casa de España en México.
- Gaos, J. (1940). Antología filosófica: La filosofía griega. México: La Casa de España en México.
- Gaos, J. (1939). Cátedra de filosofía: Curso de 1939: Curso público de introducción a la filosofía. México: La Casa de España en México.
- Gaos, J. (1940). La filosofía de Maimónides (2a ed.). México: La Casa de España en México.
- Gaos, J. (1939). Introducción a la filosofía : Cursillo de diez lecciones. México: La Casa de España en México.
- Gaos, J., & Larroyo, F. (1940). Dos ideas de la filosofía : Pro y contra la filosofía de la filosofía. México: La Casa de España en México.
- García Bacca, J. (1940). Invitación a filosofar. México: La Casa de España en México.
- Giral Pereira, J. (1940). Fermentos. México: La Casa de España en México.
- Jarnés, B. (1940). Cartas al Ebro : Biografía y crítica. México: La Casa de España en México.
- León Felipe. (1939). Español del éxodo y del llanto : Doctrina, elegías y canciones. México: La Casa de España en México.
- Medina Echavarría, J. (1939). Cátedra de sociología, encargada a don ... en la Facultad de Derecho, a partir del 1 de agosto. México: La Casa de España en México.
- Menéndez y Samará, A. (1940). Fanatismo y misticismo : Su valor social y otros ensayos. México: La Casa de España en México.
- Millares Carlo, A. (1941). Antología latina. México: La Casa de España en México.
- Millares Carlo, A. (1941). Nuevos estudios de paleografía española. México: La Casa de España en México.
- Millares Carlo, A., & Gómez Iglesias, A. (1941). Gramática elemental de la lengua latina (2nd ed.). México: La Casa de España en México.
- Moreno Villa, J. (1940). Cornucopia de México. México: La Casa de España en México.
- Pascual del Roncal, F. (1940). Manual de neuro-psiquiatría infantil. México: La Casa de España en México.
- Pisuñer Bayo, J. (1940). Las bases fisiológicas de la alimentación. México: La Casa de España en México.
- Recaséns Siches, L. (1939). Vida humana, sociedad y derecho : Fundamentación de la filosofía del derecho. México: La Casa de España en México.
- Rivas Cherif, M. (1940). La fotografía de las membranas profundas del ojo. México: La Casa de España en México.
- Roura-Parella, J. (1940). Educación y ciencia. México: La Casa de España en México.
- Salazar, A. (1940). Las grandes estructuras de la música (1a ed.). México. D.F: La Casa de España en México.
- Salazar, A. (1939). Música y sociedad en el siglo XX : Ensayo de crítica y de estética desde el punto de vista de su función social. México: La Casa de España en México.
- Sánchez de Ocaña, R. (1940). Reflejos en el agua. México: La Casa de España en México.
- Schwyzer, J. (1941). La fabricación de los alcaloides. México: La Casa de España en México.
- Sierra, J. (1940). Evolución política del pueblo mexicano. México: La Casa de España en México.
- Usigli, R. (1940). Itinerario del autor dramático. México: La Casa de España en México.
- Villaurrutia, X. (1940). Textos y pretextos : Literatura, drama, pintura. México: La Casa de España en México.
- Zambrano, M. (1939). Pensamiento y poesía en la vida española. México: La Casa de España en México.